# Mehtarlū
Mehtarlū (persiska: مهترلو) är en ort i Iran.   Den ligger i provinsen Östazarbaijan, i den nordvästra delen av landet, 500 km nordväst om huvudstaden Teheran. Mehtarlū ligger 1 786 meter över havet och antalet invånare är 881.
Terrängen runt Mehtarlū är kuperad åt sydost, men åt nordväst är den platt. Terrängen runt Mehtarlū sluttar norrut. Runt Mehtarlū är det ganska glesbefolkat, med 27 invånare per kvadratkilometer. Närmaste större samhälle är Masqarān, 19,7 km nordost om Mehtarlū. Trakten runt Mehtarlū består i huvudsak av gräsmarker.